# 第四艦隊 (美國海軍)
美國第四艦隊（U. S. 4th Fleet），隸屬於美國南方司令部的艦隊，於2008年7月1日再次成立。重新組建的第四艦隊將以在佛羅里達州的南方海軍司令部所在地傑克遜維爾梅波特港為基地。

## 歷史
曾是美國海軍的艦隊之一。在1943年3月時成立，第二次世界大戰時主要在南大西洋執行封鎖和防衛敵軍潛艇的任務。1950年時解散，併入第二艦隊之中。
58年後，為了因應日益左傾的拉丁美洲及加大美國對拉美國家的海上威懾力，美國的海軍作戰部長羅格海德上將（Gary Roughead）在2008年4月24日，宣布重建第四艦隊。第四艦隊主要由美國南方司令部（SOUTHCOM）的海軍部隊所構成，2008年7月1日正式成立。以佛州梅波特港為基地。不同於其他艦隊由海軍中將指揮，第四艦隊則是由海軍少將指揮。
美國媒體認為，重建第四艦隊的舉措是為了加強美國對加勒比和拉丁美洲地區國家的影響力。而古巴精神領袖卡斯楚、玻利維亞總統埃沃·莫拉萊斯對此均強烈反對。卡斯楚抨擊此為「砲艦外交」（gun-boat diplomacy）死灰復燃，莫拉萊斯則批評其為「第四干預艦隊」。

## 實力簡介

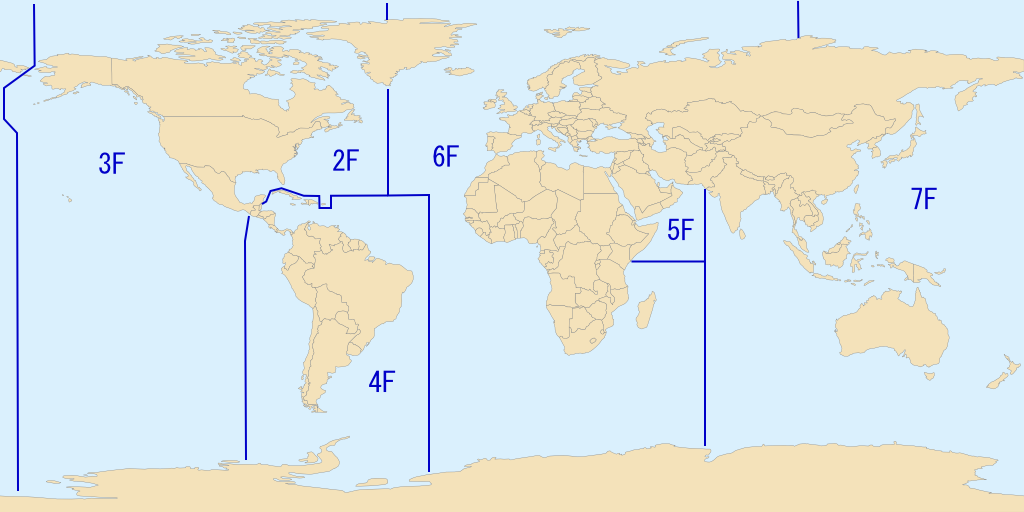
2009年，美國海軍各艦隊管轄區域

第四艦隊目前併同美國特種作戰司令部行動。其任務以提供海上保安、人道援助、救災、緝毒等為主，並不配備攻擊戰力，因此沒有航空母艦與大型戰艦，更無固定配置的軍艦，均自其他艦隊輪流抽調。

## 轄區範圍
任務區範圍從美國佛州一直延伸到南美洲最南端的合恩角的中南美洲水域，涉及30多個國家，其中的重點區域是加勒比海、墨西哥灣、中美洲及南美洲大西洋側海域。

## 歷任指揮官
- 乔纳斯·霍华德·英格拉姆 海軍上將：1943年 ─ 1944年11月
- 威廉·罗伯特·芒罗 海軍中將：1944年11月 ─ 1945年
- 托马斯·罗斯·库利 海軍中將：1945年 ─ 1946年中旬
- 丹尼尔·爱德华·巴比 海軍中將：1946年9月 ─ 1947年3月
- 查尔斯·麦克莫里斯 海軍中將：1947年中旬 ─ 1948年7月
- 约瑟夫·科南 海軍少將：2008年7月 ─ 2009年6月
- Victor G. Guillory 海軍少將：2009年6月 ─ 2011年8月
- Kurt W. Tidd 海軍少將：2011年8月 ─ 2012年6月
- 辛克莱·M·哈里斯 海軍少將：2012年6月 ─ 2014年4月
- George W. Ballance 海軍少將：2014年4月 ─ 2016年8月
- 肖恩·巴克 海軍少將：2016年8月12日– 2019年5月21日
- 唐纳德·加布里埃尔森 海軍少將：2019年5月21日 ─ 今

## 外部連結
（页面存档备份，存于）
美國海軍重建第四艦隊 （页面存档备份，存于）